# Реформістський клуб (Японська імперія)
Клуб Какушин (яп. 革新倶楽部, досл. «Реформістський клуб») — другорядна японська політична партієя що діяла в Японській імперії на початку двадцятого століття.

## Історія
Японська політична партія «Реформістський клуб» була заснована 8 листопада 1922 року в результаті злиття політичної партії  «Конституційна націоналістична партія» (29 членів парламенту Японської імперії) та «Клубу Мушозоку» (14 членів парламенту Японської імперії) і трьох інших незалежних політичних партій. Це політичне об'єднання було під переважним впливом японського політика Інукай Цуйосі, «Реформістський клуб» був найдемократичнішою політичною партією тогочасної Японської імперії; вона підтримувала політику демократизації Японської імперії шляхом негайного запровадження загального виборчого права для чоловіків і виборів губернаторів префектур. «Реформістський клуб»також підтримував реформи в економіці та освіті Японської імперії, та виступали за запровадження інтернаціоналістської зовнішньої політики. Ця партія привертала до себе увагу завдяки відносно великій чисельності жінок серед свого членства.
У 1923 році «Реформістський клуб» провела переговори з політичною партією «Kenseikai» про злиття, але обидві партії не змогли дійти згоди щодо того, хто очолить новостворену політичну партію. Однак після виборів 1924 року, на яких «Реформістський клуб» отримав 30 місць, він приєднався до коаліційного уряду на чолі з японським політиком Като Такаакі з «Кенсейка»  разом з «Асоціація друзів конституційного правління».
У травні 1925 року політична партія «Реформістський клуб» розкололася: 18 членів парламенту приєдналися до політичної партії «Асоціація друзів конституційного правління», вісім об’єдналися з політичною партією «Клуб Чусей», щоб сформувати «Shinsei Club», а двоє інших засідали в парламенті Японської імперії як незалежні депутати.

## Результати виборів
| Вибори   | голосів | %    | місць    |
| -------- | ------- | ---- | -------- |
| 1924 рік | 182 720 | 6.15 | 30 / 464 |